# Ku (władca)
Ku – w mitologii chińskiej jeden z legendarnych Pięciu Cesarzy. Tradycja datuje jego panowanie na lata 2412-2343 p.n.e.
Miał być prawnukiem Huang Di. Jako pierwszemu cesarzowi przypisywano mu prowadzenie życia w poligamii.